# Februus
Februus – w mitologii Rzymian stare bóstwo pochodzenia italskiego.
Był bóstwem chtonicznym. Później utożsamiany z latyńskim Plutonem (Dis Pater). Jego kult związany był z obrzędami oczyszczającymi (februa), które odbywały się w drugiej połowie lutego (Februarius).